# Aulo Cornelio Celso
(Angiolo del Lungo, presentazione del De medicina, p. XXVI, Sansoni editore, Firenze)
Aulo Cornelio Celso (in latino Aulus Cornelius Celsus; 25 a.C. circa – 45 d.C. circa) è stato un enciclopedista e medico romano, probabilmente nativo di Roma, dove fu scoperta un'incisione su lastra che lo riguarda, anche se qualche autore sostiene fosse vissuto nella Gallia Narbonense perché cita un tipo di vitigno (marcum) che Plinio il Vecchio afferma essere di quella zona.

## Biografia
Aulo Cornelio Celso, vissuto probabilmente nel settantennio comprendente l'impero di Augusto e di Tiberio, secondo Plinio non fu medico di professione, ma lui stesso afferma di aver sperimentato tecniche e operazioni di ambito medico e chirurgico. Seguì probabilmente, nell'età giovanile, la scuola dei Sextii, che predicava l'astensione dalla vita pubblica e dalla politica. Profondo conoscitore di Ippocrate ebbe sicuramente contatti con la medicina alessandrina e con alcuni medici greci trasferiti a Roma; in particolare, egli stesso riporta la sua grande stima per il grande chirurgo romano Megete e per l'oculista Evilpiade. Contraddittorio il suo rapporto con Asclepiade e il suo allievo Temisone, medici di origine greca, propugnatori di nuove idee su una medicina estranea a quella ippocratica, basata soprattutto sulla dietetica, ma anche su pratiche poco ortodosse e di dubbia efficacia.

## IlDe Artibus
Opera principale di Celso, il De artibus era un insieme di trattati riguardanti:
- Agricoltura
- Zooiatria
- Giurisprudenza
- Arte militare
- Filosofia
- Storia
- Medicina

Di tutta questa enciclopedia, è giunto a noi solamente il trattato De medicina, che contiene tutte le conoscenze greche e romane dei suoi tempi riguardo quest'ambito.
Nel periodo in cui Celso compose questo manuale enciclopedico la letteratura scientifica romana, che si opponeva alla tradizione del poema didascalico, era ancora agli inizi: basti pensare che, prima di Celso, soltanto Vitruvio si inserisce nel filone scientifico. Dimostrando, dunque, grande coraggio, Celso trattò di discipline pratiche assieme a discipline teoriche, ponendosi l'obiettivo di riunire tutto lo scibile in un'unica raccolta, come più tardi venne fatto anche da Plinio il Vecchio nella Naturalis historia.

### IlDe medicina

De medicina

Esso è considerato il primo trattato completo di medicina in latino. Dopo un proemio sulla mitologia e la storia della medicina romana, Celso tratta in otto libri di diverse aree di interesse, dividendo la scienza medica in tre filoni principali: dietetica, farmacologia e chirurgia. Espone le sue conoscenze di semeiotica e igiene (libro I), dietetica (libro II), medicina interna (libri III e IV), farmacologia (libri V e VI) e chirurgia (libri VII e VIII). Nel testo compaiono numerosi esempi di sintomi, terapie e casi clinici che, sebbene non dimostrino una sua sicura appartenenza alla professione medica, sono prova della sua conoscenza profonda dei testi greci e della sua frequentazione dei valetudinaria.

## Stile e fortuna
(Giacomo Leopardi, Zibaldone, in una lettera a Paolo Giordani, 12 febbraio 1819)
Chiamato anche il “ Cicerone della medicina”, Celso utilizza un latino elegante e semplice, lodato anche da Quintiliano. Questa sua caratteristica, unita alla possibilità di apprendere in latino un'arte che tradizionalmente era tramandata in greco, provocò una grande diffusione della sua opera, tanto da dominare con la sua autorità la didattica medica romana fino all'arrivo di Claudio Galeno.
Rimasto pressoché ignoto durante il Medioevo, il De medicina fu riscoperto tra il 1425 e il 1427 da Poggio Bracciolini, e ricevette la sua editio princeps nel 1478.